# Damage Done
Damage Done – szósty album studyjny szwedzkiego zespołu melodic death metalowego Dark Tranquillity. Wydawnictwo ukazało się 22 lipca 2002 roku nakładem wytwórni Century Media Records.

## Powstanie
Po wydaniu dwóch kontrowersyjnych albumów Projector i Haven, zespół rozpoczął pracę nad następnym studyjnym albumem. Już na wstępnym etapie pisania utworów stało się jasne, że nowe utwory będą nawiązywać do starszych albumów grupy, jak The Gallery i The Mind's I, pod względem agresji i intensywności kompozycji. Z tego powodu wokalista Mikael Stanne zdecydował się całkowicie zrezygnować ze śpiewania czystym wokalem. Elementy muzyki elektronicznej, które na albumie Haven były wysunięte na pierwszy plan, ponownie stały się bardziej elementem tła, a jednocześnie gitary stały się bardziej wypchnięte do przodu. Taką decyzję podjął klawiszowiec Martin Brändström.
Nagrania zostały zrealizowanie w lutym i marcu 2002 roku w Studio Fredman w Göteborgu we współpracy z Fredrik'iem Nordström'em. Fredrik jednak nie odegrał zbyt dużej roli w realizacji nagrań. Płyta została nagrana pod jego nieobecność, zaś Nordström wrócił do studia dopiero po skończeniu nagrań, by następnie zmiksować i wyprodukować. Za mastering wydawnictwa ponownie odpowiedzialny był Göran Finnberg, który wykonał go w The Masterong Room. 
Do utworu "Monochromatic Stains" nakręcony został teledysk, który wyreżyserował Achilleas Gatsopoulos. Teledysk wizualnie nawiązuje do filmu Gabinet doktora Caligari z 1920 roku. 

## Wydanie
Album został wydany 22 lipca 2002 roku w dwóch wydaniach na CD (Jewel Case i Digipack) oraz na winylu. Okładkę albumu wykonał ponownie gitarzysta zespołu Niklas Sundin z Cabin Fever Media. Wersja winylowa tego albumu otrzymała jednak inną wersję okładki. W październiku 2022 roku zostało ujawnione na stronie na Facebooku zespołu, że inspiracją do stworzenia oryginalnej okładki była poza wykonana przez Mikael'a Stanne. Wersja winylowa i Digipack posiada dodatkowy utwór "I, Deception". W Japonii album ukazał się nakładem wytwórni Toy's Factory. 25 maja 2009 roku płyta została wznowiona wraz z albumami Projector i Haven ze zmienioną okładką.

## Styl muzyczny i teksty
Na albumie Damage Done zdecydował się względem poprzednich dwóch wydawnictw porzucić pewne zmiany stylistyczne, na rzecz powrotu do bardziej klasycznego stylu znanego z wcześniejszych albumów. Ze zmian stylistycznych na Projector i Haven pozostawione zostały instrumenty klawiszowe, jednak te odgrywają tutaj mniejszą rolę niż wcześniej, zaś Mikael Stanne porzuca kompletnie czysty śpiew, do czego wrócił dopiero podczas nagrywania Fiction. Na albumie Martin Henriksson zdarza się, że gra riffy na dwóch gitarach prowadzących, co również jest symbolicznym "powrotem do przeszłości".
Album został zatytułowany Damage Done z dwóch powodów, o czym mówił sam Mikael Stanne. Jednym z powodów był proces pisania utworów. Grupa chciała stworzyć dobre kawałki i dlatego w trakcie procesu pisania wszyscy byli pod napięciem. Kiedy proces dobiegł końca, napięcie zniknęło. Innym powodem było podejmowanie ostatecznych decyzji, jakie ludzie muszą podejmować w swoim życiu.
Jak sam Mikael Stanne wyjaśnił, teksty na albumie odnoszą się do kruchości życia. Utwór "Monochromatic Stains" opowiada historię kryminalną. Według Stanne tytuł jest wskazówką, kto za tym stoi. "Format C: For Cortex" dotyczy pytania o to, jak ludzie wpływają na innych. "Cathode Ray Sunshine" odnosi się do ludzkiej obsesji na punkcie urządzeń elektronicznych. "White Noise / Black Silence" opowiada o całkowitym oderwaniu się id zalewu informacji współczesnych mediów.
Na albumie znajduje się także instrumentalny utwór "Ex Nihilo" (łac. Z niczego), który został napisany na krótko przed zakończeniem nagrań do albumu. Stanne przyznał, że nie był w stanie dodać do owej kompozycji żadnego tekstu, więc utwór pozostał instrumentalny.

## Odbiór
Album zebrał w większości pozytywne recenzje, a wielu fanów i krytyków chwaliło zespół za powrót do korzeni i zmianę stylu względem eksperymentów z poprzednich dwóch wydawnictw. Andy Hinds ze strony AllMusic o Damage Done: "Dark Tranquillity jest w stanie znaleźć piękno - jak dziwnie to może brzmieć - w ekstremalnych elementach death metalu. Znacznie lepiej niż nędzni hałaśliwi artyści, ten szwedzki sekstet rozumie znaczenie melodii i teksturę, a ich uderzająca agresja nasycona mrocznym, neoklasycznym wyczuciem kompozycji, zamiast atonalnym chromatyzmem wielbionym przez podobne zespoły. Damage Done powinien zadowolić fanów metalu, którzy preferują zarówno ekstremalne cechy death metalu i muzykalność progresywnego metalu, ale może się to nie spodobać purystom z obu obozów." W niemieckim magazynie muzycznym Metal Hammer, album ten został uznany za "Album miesiąca". 
Znajdująca się na albumie kompozycja "Cathode Ray Sunshine" została wykorzystana w grze Brütal Legend z 2009 roku.

## Lista utworów
Opracowano na podstawie materiału źródłowego.
| Nr  | Tytuł utworu                  | Słowa                | Muzyka                                                                  | Długość |
| --- | ----------------------------- | -------------------- | ----------------------------------------------------------------------- | ------- |
| 1.  | „Final Resistance”            | Mikael Stanne        | Martin Henriksson                                                       | 3:01    |
| 2.  | „Hours Passed in Exile”       | Mikael Stanne        | Martin Henriksson, Anders Jivarp, Michael Nicklasson, Martin Brändström | 4:45    |
| 3.  | „Monochromatic Stains”        | Mikael Stanne        | Brändström, Jivarp                                                      | 3:37    |
| 4.  | „Single Part of Two”          | Mikael Stanne        | Jivarp, Henriksson                                                      | 3:51    |
| 5.  | „The Treason Wall”            | Mikael Stanne        | Jivarp, Henriksson                                                      | 3:30    |
| 6.  | „Format C: For Cortex”        | Mikael Stanne        | Jivarp, Henriksson, Niklas Sundin                                       | 4:29    |
| 7.  | „Damage Done”                 | Mikael Stanne        | Henriksson, Jivarp                                                      | 3:27    |
| 8.  | „Cathode Ray Sunshine”        | Mikael Stanne        | Brändström, Jivarp, Henriksson                                          | 4:14    |
| 9.  | „The Enemy”                   | Mikael Stanne        | Henriksson, Nicklasson, Jivarp                                          | 3:56    |
| 10. | „White Noise / Black Silence” | Mikael Stanne        | Henriksson, Jivarp                                                      | 4:09    |
| 11. | „Ex Nihilo”                   | utwór instrumentalny | Sundin, Nicklasson, Henriksson                                          | 4:31    |
|     |                               |                      |                                                                         | 43:30   |

| Wersja winylowa i Digipack | Wersja winylowa i Digipack    | Wersja winylowa i Digipack | Wersja winylowa i Digipack                         | Wersja winylowa i Digipack |
| Nr                         | Tytuł utworu                  | Słowa                      | Muzyka                                             | Długość                    |
| -------------------------- | ----------------------------- | -------------------------- | -------------------------------------------------- | -------------------------- |
| 1.                         | „Final Resistance”            | Mikael Stanne              | Henriksson                                         | 3:01                       |
| 2.                         | „Hours Passed in Exile”       | Mikael Stanne              | Henriksson, Jivarp, Nicklasson, Brändström         | 4:45                       |
| 3.                         | „Monochromatic Stains”        | Mikael Stanne              | Brändström, Jivarp                                 | 3:37                       |
| 4.                         | „Single Part of Two”          | Mikael Stanne              | Jivarp, Henriksson                                 | 3:51                       |
| 5.                         | „The Treason Wall”            | Mikael Stanne              | Jivarp, Henriksson                                 | 3:30                       |
| 6.                         | „Format C: For Cortex”        | Mikael Stanne              | Jivarp, Henriksson, Sundin                         | 4:29                       |
| 7.                         | „Damage Done”                 | Mikael Stanne              | Henriksson, Jivarp                                 | 3:27                       |
| 8.                         | „Cathode Ray Sunshine”        | Mikael Stanne              | Brändström, Jivarp, Henriksson                     | 4:14                       |
| 9.                         | „The Enemy”                   | Mikael Stanne              | Henriksson, Nicklasson, Jivarp                     | 3:56                       |
| 10.                        | „I, Deception”                | Mikael Stanne              | Henriksson, Nicklasson, Jivarp, Sundin, Brändström | 4:34                       |
| 11.                        | „White Noise / Black Silence” | Mikael Stanne              | Henriksson, Jivarp                                 | 4:09                       |
| 12.                        | „Ex Nihilo”                   | utwór instrumentalny       | Sundin, Nicklasson, Henriksson                     | 4:31                       |
|                            |                               |                            |                                                    | 48:04                      |

| Edycja japońska – dodatkowy utwór | Edycja japońska – dodatkowy utwór | Edycja japońska – dodatkowy utwór | Edycja japońska – dodatkowy utwór | Edycja japońska – dodatkowy utwór |
| Nr                                | Tytuł utworu                      | Słowa                             | Muzyka                            | Długość                           |
| --------------------------------- | --------------------------------- | --------------------------------- | --------------------------------- | --------------------------------- |
| 1.                                | „The Posion Well”                 | Mikael Stanne                     | Henriksson, Jivarp, Sundin        | 4:07                              |
|                                   |                                   |                                   |                                   | 4:07                              |

## Twórcy
Opracowane na podstawie materiału źródłowego.
| - Mikael Stanne – śpiew - Anders Jivarp – perkusja - Niklas Sundin – gitara, oprawa graficzna, projekt okładki - Martin Henriksson – gitara - Michael Nicklasson – gitara basowa - Martin Brändström – instrumenty klawiszowe | - Fredrik Nordström – produkcja, inżynieria dźwięku - Patrik J. Sten – inżynieria dźwięku - Göran Finnberg – mastering - Achilleas Gatsopoulos – reżyseria (teledysk do "Monochromatic Stains") - Volker Beushausen – zdjęcia - Kerstin Rössler – zdjęcia |

## Pozycje na listach
| Lista   | Kraj    | Pozycja |
| ------- | ------- | ------- |
| Top 60  | Szwecja | 29      |
| Top 100 | Niemcy  | 83      |
| Top 200 | Francja | 146     |